# Une virée en enfer 2
Pour les articles homonymes, voir Joyride.
Série
Une virée en enfer
(2001) Une virée en enfer 3
(2014)
Pour plus de détails, voir Fiche technique et Distribution.
Une virée en enfer 2 ou Virée d'enfer 2 - Cap sur la mort au Québec (Joy Ride 2: Dead Ahead) est un film d'horreur américano-canadien réalisé par Louis Morneau et sorti directement en vidéo en 2008. Il s'agit de la suite d'Une virée en enfer sorti en 2001.

## Synopsis
Deux couples d'amis sont en route pour Las Vegas mais ils tombent en panne. Ils trouvent une maison où ils prennent une voiture pour faire le reste du chemin mais ils sont pris en chasse par un chauffeur routier sadique et psychopathe. Ils vont tous payer pour ça.

## Fiche technique
- Titre original : Joy Ride 2: Dead Ahead
- Titre français : Une virée en enfer 2
- Titre québécois : Virée d'enfer 2 - Cap sur la mort[1]
- Réalisation : Louis Morneau
- Scénario : James Robert Johnston et Bennett Yellin, d'après les personnages créés par Clay Tarver et J. J. Abrams
- Musique : Joe Kraemer
- Décors : Brentan Harron
- Costumes : Lorraine Carson
- Photographie : Robert C. New et Scott Williams
- Son : David Novack, Michael Thomas
- Montage : Mike Jackson
- Production : Connie Dolphin

Coproduction : Craig Forrest
- Sociétés de production[2] :
  - États-Unis : Twentieth Century Fox, avec la participation de 20th Century Studios Home Entertainment
  - Canada : JR Canada Productions
- Distribution : 20th Century Fox Home Entertainment (États-Unis - DVD)
- Budget : 5 millions de $ (estimation)[3]
- Pays de production :  États-Unis,  Canada
- Langue originale : anglais
- Format[4] : couleur (Eastmancolor) - 35 mm - 1,85:1 (Panavision) - son DTS | Dolby Digital
- Genre : thriller horrifique, road movie
- Durée : 91 minutes
- Dates de sortie[1] :
  - États-Unis : 7 octobre 2008
  - France : 3 juin 2009[5]
- Classification[6] :
  -  États-Unis : non classifié (Unrated)
  -  France : Interdit aux moins de 12 ans.

## Distribution
- Nicki Aycox (V. F. : Sylvie Jacob) : Melissa
- Nick Zano (V. F. : Luc Boulad) : Bobby
- Kyle Schmid (V. F. : Damien Witecka) : Nick
- Laura Jordan (V. F. : Julie Dumas) : Kayla
- Mark Gibbon (V. F. : Serge Biavan) : “Vieux clou” (Rusty Nail en VO)
- Daniel Boileau : Bald Trucker
- Krystal Vrba : lézard
- Kathryn Kirkpatrick : la serveuse

## Distinctions
En 2009, Une virée en enfer 2 a été sélectionné 2 fois dans diverses catégories et a remporté 1 récompense .

### Récompenses
- Prix Leo 2009 :
  - Leo du Meilleur montage sonore dans un long métrage dramatique décerné à Chester Biolowas, John R.S. Taylor,

Jeff Jackman, Ken Biehl et Rick Senechal.

### Nominations
- Prix Leo 2009 :
  - Meilleur son d'ensemble dans un long métrage dramatique pour Chester Biolowas, John R.S. Taylor, Jeff Jackman et Michael Thomas.